# Rovere (Rocca di Mezzo)
Rovere (Róre in dialetto locale) è una frazione del comune italiano di Rocca di Mezzo (AQ), in Abruzzo.

## Geografia fisica

### Territorio
Il paese sorge a 1 432 m s.l.m. ai piedi della catena montuosa del Sirente sull'altopiano delle Rocche. Il borgo è circondato da località turistiche e note stazioni sciistiche come i piani di Pezza, Campo Felice e il monte Magnola.
Dista circa tre chilometri dal capoluogo comunale.

## Storia

Scorcio del borgo antico

Annoverato tra i centri più antichi dell'altopiano delle Rocche, in epoca italica era posto al confine del territorio vestino con quello dei Marsi a sud e con quello dei Superequani a est. Il toponimo originario Robur Marsorum, legato presumibilmente alla specie di quercia presente a queste latitudini, appare con chiarezza per la prima volta in un documento ecclesiastico relativo ad una donazione effettuata nel 962 dall'imperatore del Sacro Romano Impero Ottone I di Sassonia alla diocesi aquilana di Forcona, la cui sede era localizzata nella contemporanea località di Civita di Bagno. In questo documento Rovere appariva tra i territori inclusi nella diocesi dei Marsi.
In epoca medievale il centro ha seguito le vicende della contea di Celano orbitando ancora nella diocesi marsicana, al contrario del centro limitrofo di Rocca di Mezzo incluso tra i possedimenti della diocesi forconese e in seguito di quella aquilana sin dalla sua istituzione.
Il Catalogus baronum del 1187 lo riporta tra i territori inclusi tra i feudi del conte Ruggero Berardi. Con ogni probabilità il centro venne fortificato e dotato di tre torrette per favorire la comunicazione visiva con i castrum di Ovindoli, Santa Jona e San Potito a protezione della linea di passaggio tra l'area del Fucino e la conca aquilana.
A seguito dell'abolizione dei feudi l'universitas di Rovere fece parte della giurisdizione di Bagno per essere inclusa dal 1811 nel comune di Rocca di Mezzo.
Il borgo subì gravi danni con il terremoto della Marsica del 1915, a causa del quale gran parte dei ruderi dell'antica fortezza furono abbattuti per questioni di sicurezza e per necessità edili. Il patrimonio architettonico ebbe nuovamente danni alla chiesa di San Pietro e alla torre campanaria, a causa del terremoto dell'Aquila del 2009. Nel 2017 la torre campanaria fu restaurata della soprintendenza per i beni culturali.

## Monumenti e luoghi d'interesse

Chiesa della Madonna delle Grazie

### Architetture religiose
- Chiesa di San Pietro apostolo, risalente al XVI secolo. Venne edificata sui ruderi del preesistente castello di Rovere risalente al IX secolo. Il campanile di forma quadrata include una parte di una delle tre torri dell'antico centro fortificato[12].
- Chiesa della Madonna delle Grazie, risalente al XIII secolo[11].
- Chiesa di Santa Maria Maddalena, edificata nel XIX secolo[13].

### Architetture militari

Castello di Rovere

- Castello di Rovere

### Siti archeologici
Il territorio di Rovere, incluso in un'area di passaggio tra le popolazioni italiche dei Marsi e dei Vestini conserva diverse tracce del suo passato, come i resti del centro fortificato collegato alle rovine della fortezza..

### Aree naturali
- Parco naturale regionale Sirente-Velino
- Altopiano delle Rocche
- Piani di Pezza
- Monte Sirente
- Area faunistica del camoscio d'Abruzzo[14]
- Fonte Anatella
- Rifugio La Vecchia, bivacco situato a 1870 m s.l.m. a mezza costa sul monte Sirente[15]

## Società

### Tradizioni e folclore
La festa patronale in onore dei santi protettori san Giovanni, sant'Antonio di Padova e san Berardo vescovo si svolge nella seconda domenica di luglio. La festa della Madonna dell'Assunta si tiene annualmente il 15 di agosto.

## Infrastrutture e trasporti

### Strade
La strada statale 696 del Parco Regionale Sirente-Velino collega Rovere e l'altopiano delle Rocche ai territori dell'Aquila e di Celano.
La strada provinciale 11 Sirentina collega l'altopiano delle Rocche ai prati del Sirente e alla valle Subequana.